# Kurešček
Kurešček (826 m) je hrib nad naseljem Ig, nad južnim obronkom Ljubljanskega barja. Spada pod vas Visoko v Občini Ig. Na njegovem vrhu se nahaja romarska cerkev Marije Kraljice miru, ki je bila obnovljena leta 1990. Do Kureščka vodita dve cestni povezavi: s severne smeri preko naselja Ig ter z južne preko vasi Rob. Na zahodni strani se vzpenja hrib Mokrec (1059 m), na vzhodni pa je preko Želimeljske doline moč videti grad Turjak (542 m) in hrib Gora (748 m) s cerkvijo sv. Ahaca.
Pod vrhom Kureščka se nahaja Planinski dom na Kureščku (760 m).